# Trolejbusová doprava v Gdyni

Schéma současného linkového vedení trolejbusů v Gdyni

V Gdyni, polském přístavním městě, je v provozu jedna ze tří sítí trolejbusové dopravy v zemi. Provoz MHD (včetně meziměstské trolejbusové tratě do Sopot) zajišťuje místní dopravní podnik s názvem Przedsiębiorstwo Komunikacji Trolejbusowej w Gdyni (PKT). Délka trolejbusových tratí je v současnosti (leden 2008) přibližně 45 km, v provozu je 12 linek.

## Historie

### Počátky provozu
Historie gdyňských trolejbusů se začala psát již před druhou světovou válkou, kdy vedení města vážně uvažovalo o zavedení „trolleybusů“ (trolleybusów). Nakonec ale roku 1929 byl zahájen provoz autobusy a myšlenka trolejbusů byla na čas opuštěna.
První trolejbusy vyjely do gdyňských ulic až za války, kdy byla Gdyně (stejně jako polovina Polska) okupována nacistickým Německem. První linka, zprovozněná 18. září 1943, vedla od městské radnice k železničnímu nádraží Gdynia Chylonia a jezdilo na ní 10 vozů Henschel s elektrickou výzbrojí AEG. Postupně se zde začaly objevovat i kořistní vozy z dalších okupovaných zemí (z Kyjeva, Milána nebo Říma). Všechny vozy ale byly použity jako barikády během osvobozování města Rudou armádou v roce 1945. Trolejbusový provoz v Gdyni tak byla zastaven.
Po válce začali trolejbusoví pracovníci opravovat zachované vraky vozidel a první nově zprovozněnou tratí se stal 19. března 1946 úsek od vozovny k městskému úřadu, který byl o něco později prodloužen do Orłowa. Na podzim téhož roku byla otevřena celá původní trať k nádraží Chylonia. Koncem roku 1947, kdy byla orłowská linka prodloužena o meziměstský úsek do města Sopoty, bylo v provozu 24 trolejbusů a 3 vlečné vozy. V roce 1947 byla také opuštěna stará, nevyhovující vozovna ve středu města, vozy byly od té doby vypravovány z nově postaveného areálu v Orłowu. Další nové tratě byly zprovozněny roku 1949. Jednalo se o odbočku ze sopotské trati na novou konečnou ve čtvrti Mały Kack a dlouhou trať z centra města do přístavní oblasti Oksywie, kde byla vybudována smyčka poblíž vojenské loděnice. O rok později byla prodloužena trať z nádraží Chylonia do čtvrti Cisowa. Na konci roku 1953 tak bylo v provozu již pět trolejbusových linek.

### 50. – 70. léta

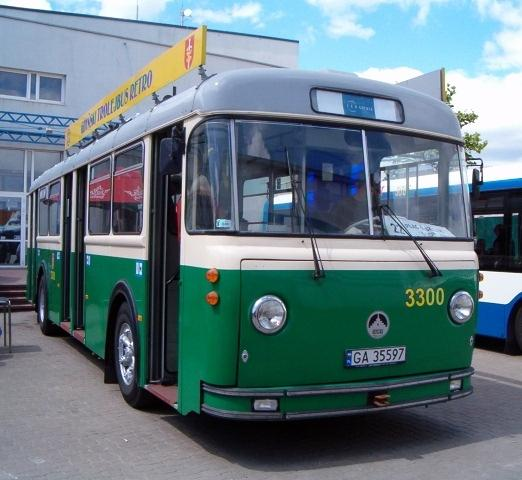
Historický trolejbusy Saurer (vozy tohoto typu v Gdyni nikdy nejezdily)

Od roku 1957 začaly být do Gdyně dodávány československé trolejbusy Škoda 8Tr, které nahradily staré válečné a poválečné vozy. Jako poslední zůstaly v provozu původní vozy Heschel-AEG, které byly základním a spolehlivým typem gdyňské sítě.
Roku 1964 byla po dlouhé době postavena nová trať. Ta vytvořila velkou blokovou smyčku ve čtvrti Oksywie. Začínala u smyčky z roku 1949 a pokračovala přes Starou Oksywii aby se v části Obłuże opět spojila s touto tratí.
Na konci 60. let se celoevropský nezájem o trolejbusovou dopravu nevyhnul ani Polsku a Gdyni. Důvodem byla levná ropa a velký boom autobusů. Někdy v tomto období byla zastavena doprava na trati z centra města do Oksywie včetně několik let staré blokové smyčky. Roku 1970 zakoupil dopravní podnik poslední trolejbusy československé výroby Škoda 9Tr. Na konci tohoto roku jezdilo v Gdyni 99 trolejbusových vozidel. V roce 1974 fungovaly pouhé čtyři linky, oproti deseti v roce 1970. Někdy v tomto období totiž přestaly trolejbusy jezdit do Sopot (dočasně, provoz obnoven 1982) a od vozovny do Małého Kacku (opět dočasně).
V roce 1975 se v Gdyni objevily první sovětské vozy ZiU-9, které v 80. letech tvořily základ vozového parku. O rok později byl přímo v Gdyni vytvořen zvláštní prototyp trolejbusu. Do autobusu Karosa ŠM 11 byla zabudována elektrická výzbroj, čímž vznikl vůz podobný československé Škodě T 11. Ve druhé polovině 70. let proběhlo několik přeložek v centru města z důvodu přestavby některých ulic na velkokapacitní silnice.

### Od 80. let do současnosti

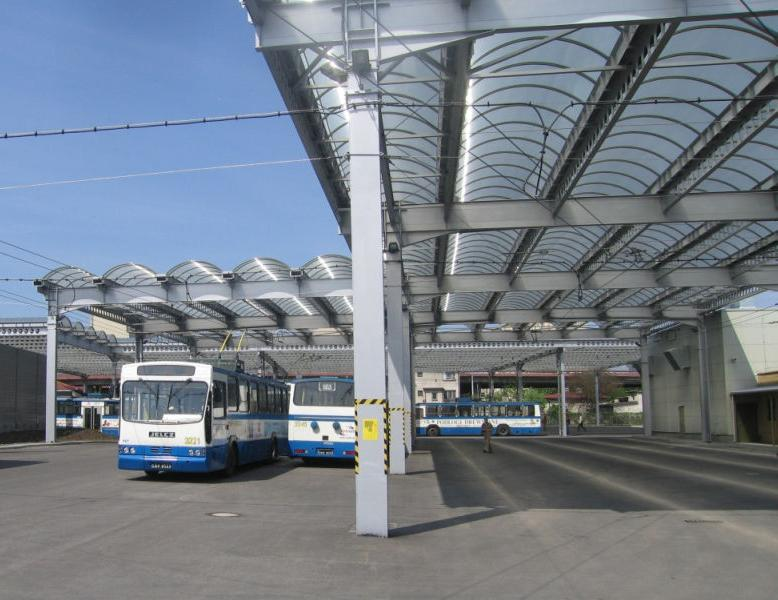
Nová vozovna otevřená v roce 2007

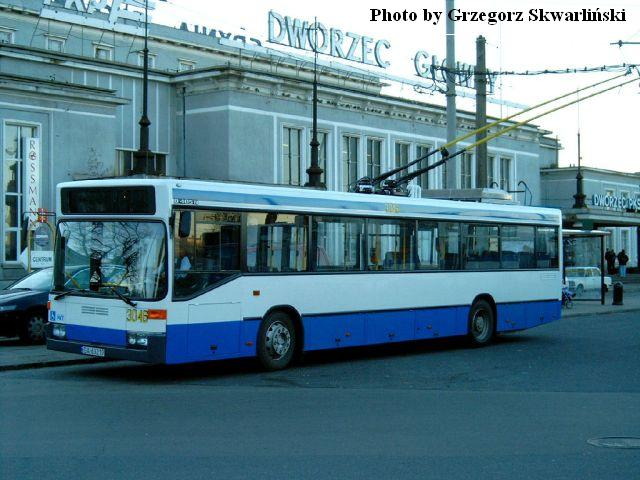
Gdyňský trolejbus Mercedes-Benz O 405 NE

Na konci roku 1980 bylo v provozu 66 trolejbusů. V letech 1980 až 1982 stavěl dopravní podnik vlastní trolejbusy s použitím karoserií autobusů Berliet. Roku 1982 začaly jezdit trolejbusy z centra města na konečnou Stocznia. V roce 1985 byla zprovozněna trať, která odbočovala od úseku k nádraží Chylonia a vedla do čtvrti Cisowa. Roku 1988 jezdilo po Gdyni 94 trolejbusových vozů.
Po politicko-společenských změnách na konci 80. let začal mít místní dopravní podnik finanční problémy, nákupy nových vozů tedy byly zastaveny. Po restrukturalizaci firmy byly otevírány nové úseky. Nejprve v roce 1995 šlo o krátkou spojku z tratě k nádraží Chylonia do Cisowé, o rok později to byla odbočka od Chylonie do čtvrti Pustki Cisowskie. Další trať byla zprovozněna roku 1999, jednalo se o prodloužení z Małého Kacku k Euromarketu ve čtvrti Karwiny. O dva roky později byla otevřena smyčka Węźel F. Cegielskiej.
Po vstupu Polska do EU bylo možno dosáhnout na předtím nedostupné dotace na modernizaci tratí i vozového parku. V roce 2005 byla trať od Tesca (dříve Euromarketu) prodloužena do čtvrti Dąbrowa, o rok později byla zprovozněna odbočka z této trati do smyčky Kacze Buki. V roce 2006 také byla zrušena původní smyčka v centru města (z roku 1943), následujícího roku však byla nahrazena smyčkou blokovou. Roku 2007 byla také otevřena nová, moderní vozovna ve čtvrti Leszczynki a starý areál byl opuštěn.

## Vozový park
V současnosti (leden 2008) tvoří gdyňský vozový park především polské trolejbusy Jelcz z 80. a 90. let (typy PR110E, 120MT, 120ME, 120MTE a M121E). Od roku 2001 byly dodány také nízkopodlažní vozy Solaris Trollino 12 a Mercedes-Benz O 405 NE. Trolejbusy Mercedes-Benz jsou vytvořeny zastavěním elektrické výzbroje do ojetých autobusů Mercedes-Benz O 405 N z Německa. Celkem je v provozu 83 vozů.